# سنجاب پرنده
سنجاب پرنده که با نام علمی Pteromyini یا Petauristini شناخته می‌شود، طایفه‌ای از ۴۴ گونه از سنجاب‌هاست که دو گونه از آن‌ها در آمریکای شمالی، دو گونه در منطقه اوراسیا و سایر گونه‌ها در جنگل‌های بارانی هند و سایر مناطق آسیا (مثل ژاپن و چین) زندگی می‌کنند.

این پستانداران کوچک در اصل نمی‌توانند همچون پرندگان یا خفاش‌ها پرواز کنند؛ بلکه آن‌ها مانند بادپرکیسه‌داران پرش‌های بلندی از یک درخت به درخت دیگر انجام دهند که مسافت طی شده در هر پرش تا ۴۵۰ متر نیز گزارش شده‌است.

## خاستگاه پیدایش
دانشمندان بر این باورند که این‌گونه از سنجاب‌ها بین ۱۸ تا ۲۰ میلیون سال پیش از سنجاب‌های درختی و با گذراندن مراحل تکامل به وجود آمدند؛ تکاملی که به آن‌ها اجازه تحرک بیش‌تر، توانایی جستجوگری آسوده‌تر و چالاکی بیش‌تر در هنگام فرار را اعطا کرد.

## مدت زندگی
یک سنجاب پرنده به‌طور میانگین ۶ سال در طبیعت زندگی می‌کند؛ حال آن‌که طول عمر این جونده در باغ‌وحش حتی به ۱۵ سال نیز می‌رسد. دلیل طول عمر کمتر این جانور در طبیعت وحشی عموماً ابتلا به بیماری یا شکار شدن توسط جانورانی چون مارها، جغدها، خزسمورها، کایوت‌ها و گربه‌های دم‌کوتاه است.

## رژیم غذایی
این جانوران همه‌چیزخواراند و هر غذایی که در محیط زندگی‌شان یافت شود را می‌خورند؛ مثل حشرات و دانه‌ها.
اما آن‌ها بر خلاف خویشاوندان درختی‌شان شب زی‌اند و شب‌ها به دنبال غذا می‌گردند تا در روز از گزند جانوران شکاری در امان باشند.

## طبقه‌بندی
بزرگ‌ترین گونه این سنجاب‌ها از نظر جثه، سنجاب پرنده پشمالو است که خطر انقراض آن را تهدید می‌کند. طبقه‌بندی این جانوران به همراه نام علمی آن‌ها را در زیر مشاهده می‌کنید:

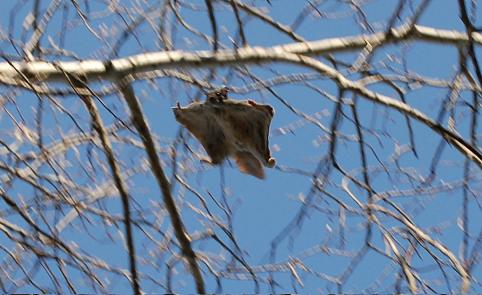

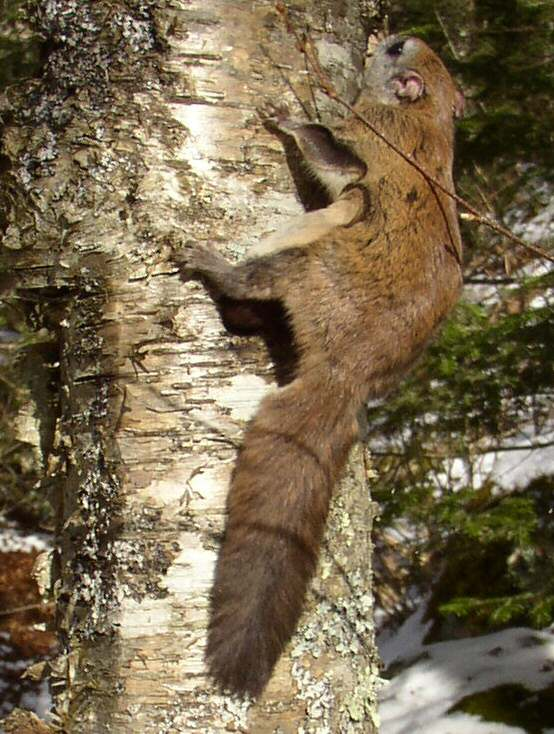

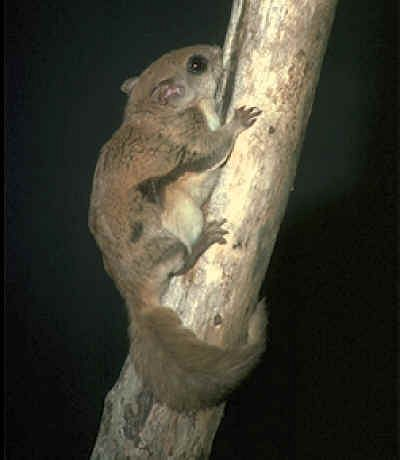

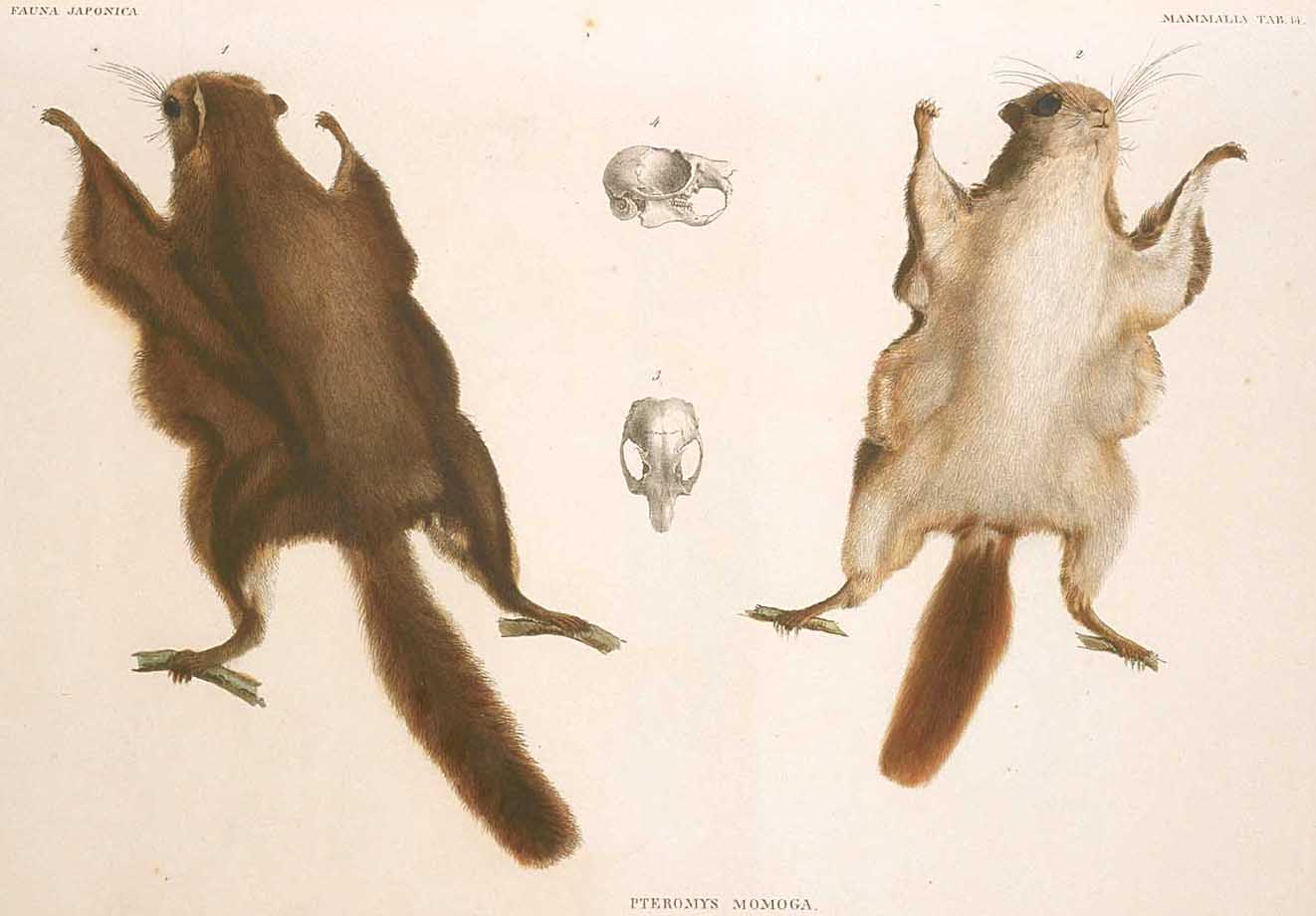